# Kavos Vassili

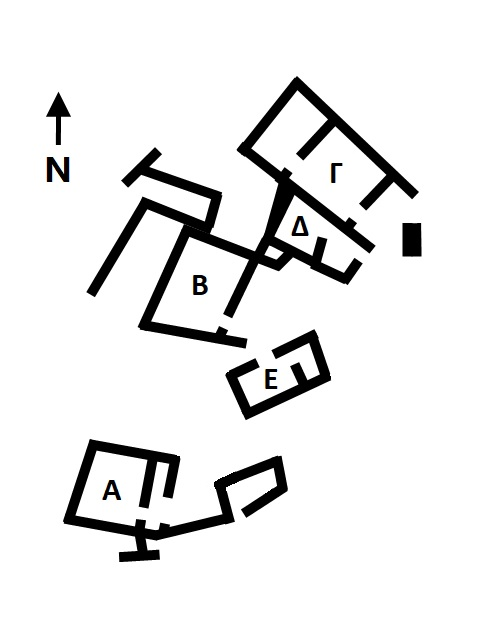
Plan der archäologischen Stätte von Kavos Vassili

Kavos Vassili (griechisch Κάβος Βασίλη = Kap Vasili) ist eine archäologische Ausgrabungsstätte aus der frühen Bronzezeit auf der griechischen Insel Poros.

## Antike Siedlung
Im Südosten von Poros deckte 2000–2001 der Griechische Archäologische Service unter Leitung von Eleni Konsolaki bei Ausgrabungen ein Teil einer frühhelladischen Siedlung auf. Sie lag in 80 m Höhe auf einem Kap, dass im Westen, Norden und Osten steil zum Meer abfällt. Vom Land her war die Siedlung hingegen gut zugänglich. Von hier aus konnte das Meer sehr gut überblickt werden. Etwa 1 km südöstlich fand man am Ort Kokorelli (griechisch Κοκορέλλι) eine zweite frühhelladische Siedlung. Hier befindet sich eine Speckstein-Lagerstätte.
In der Bucht westlich unterhalb von Kavos Vassali lag ein guter Naturhafen mit einem natürlichen Steg an der Westseite.  Da es in der Nähe der Siedlung kein fruchtbares Land gab, vermutet man, dass der Ort hauptsächlich dem Seehandel diente. Wahrscheinlich handelte man mit Andesit, das im Osten von Poros abgebaut wurde. Aus dem Gestein wurden oftmals Mörser und Steinanker für die Schiffe hergestellt. Es diente in der Schifffahrt auch einfach nur als Ballast.
Anhand von Oberflächenfunden und freiliegenden Grundmauern wird die Größe der Siedlung auf etwa 1,5 ha geschätzt. Die Gebäude waren vermutlich kreisförmig um das Zentrum angeordnet. Die Siedlung wurde in FH II (etwa 2800–2300 v. Chr.) gegründet und noch vor dem Beginn von FH III vermutlich wegen eines schweren Erdbebens aufgegeben.

## Gebäude

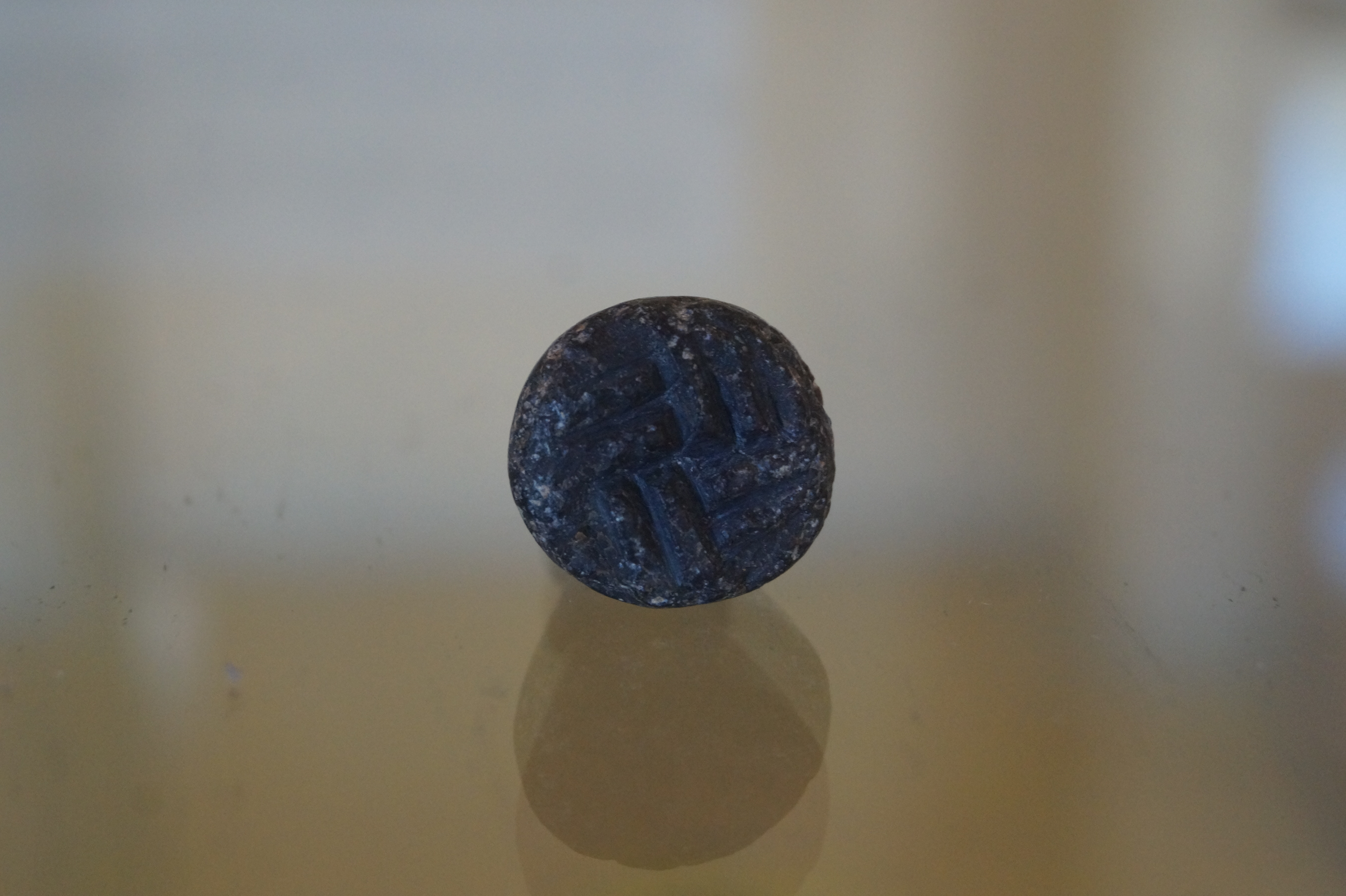
Schwarzes Steatitsiegel aus dem Vorraum von Gebäude Α

Im Nordwesten der Siedlung wurden die Grundmauern von drei großen Gebäuden (Α, Β, Γ) und von drei Nebengebäuden freigelegt. Das südlichste Gebäude Α hatte einen Vorraum von etwa 1,50 m Länge und 5 m Breite. Der Hauptraum war etwa 4,50 m lang und 5 m breit. Der Zugang erfolgte von Osten über einen kleinen Hof. Die Eingänge sowohl des Vorraums als auch des Hauptraumes waren nicht mittig, sondern nach südlich versetzt und hatten eine steinerne Türschwelle. Im Vorraum fand man Tonscherben und ein schwarzes Steatitsiegel. In der Südwestecke des Hauptraumes waren eine Reibmühle und ein Steinmörser in den Boden eingelassen. Der Hof und der Vorraum waren mit unregelmäßigen Steinplatten gepflastert. Der Hof wurde im Osten durch ein kleines Nebengebäude von 5 × 3 m begrenzt, dessen Bodenniveau etwa 0,90 m tiefer lag. Der Zugang erfolgte von Süden über eine Steintreppe.
Gebäude Β lag etwa 7 m nördlich von Gebäude Α. Der Zugang erfolgte ebenfalls von Osten über einen Vorhof. Der offene Vorraum von 1,50 × 6,80 m wurde nur im Norden und Süden durch Anten begrenzt. Auch hier waren nur der Hof und der Vorraum gepflastert. Durch eine nach Süden versetzte Tür gelangte man in den 5,30 × 6,80 m großen Hauptraum. In der Mitte des Raumes fand man einen Tonherd ähnlich wie man ihn in der frühkykladischen Siedlung Agia Irini auf Kea fand. In der Nordostecke gab es eine viertelrunde Bank, die an die Bank in Haus 4 der fünften Stadt auf dem Kolonna-Hügel auf Ägina erinnert. In der Südwestecke waren drei Steinmörser in den Boden eingelassen und man fand mehrere Pistillen. Im Nordwesten schloss ein Gebäude an, das jedoch nicht näher untersucht wurde. Der Hof wurde im Südosten durch das Nebengebäude E von 6 × 2 m begrenzt.

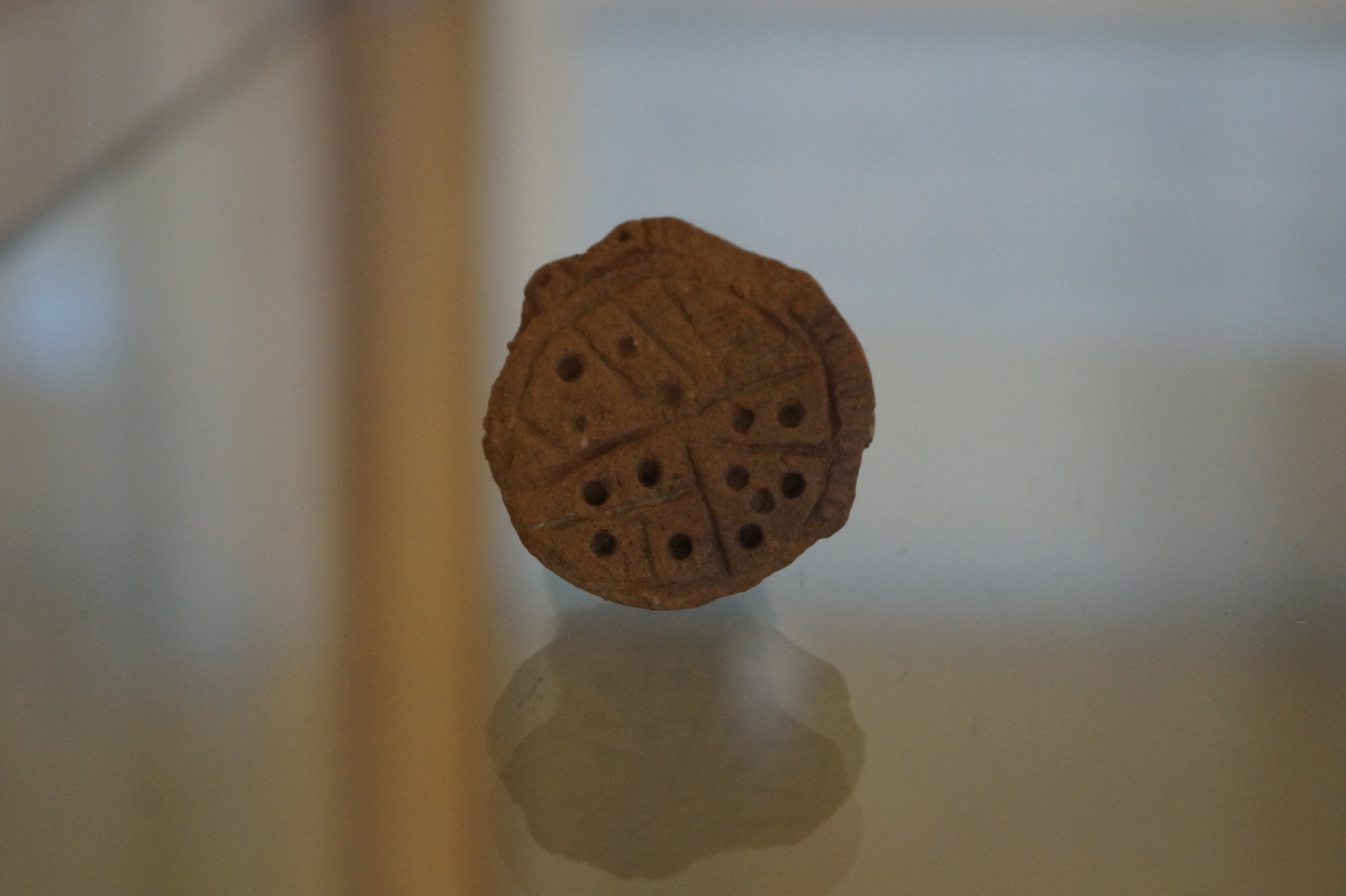
Kegelförmiges Tonsiegel aus dem Hinterraum von Gebäude Γ

Das größte Gebäude Γ vom Megarontyp lag etwa 4 m nördlich von Gebäude Β. Es hatte einen Antenvorraum von etwa 5 × 1,50 m, einen Hauptraum von 5,30 × 5 m und einen Hinterraum von 5,60 × 4 m. Im Hauptraum fand man einen großen, runden, tönernen Herd. Der Rand des Herdes war mit gestempeltem Muster verziert. Die Art der Verzierung erinnert an FK II-Tonfragmente wie man sie auf Makronisos und an einem Herd auf Kea fand. In der Asche des Herdes fand man unter anderem einen Unterkiefer eines Schweines. Die Wände des Hinterraums waren teilweise in Fischgrätentechnik errichtet. In dem Raum fand man zwei große Pithoi und ein kegelförmiges Tonsiegel. An die Südwand von Gebäude Γ schloss Nebengebäude Δ von 6 × 3 m an.
Die Funde sind im Archäologischen Museum von Poros ausgestellt.